# 着信のドレイ
「着信のドレイ」（ちゃくしんのどれい）は、「アヤパン」こと高島彩（フジテレビアナウンサー）の歌手デビューシングルである。なお、企画の上ではアイドルデビューということであった。

## 概要
- フジテレビの深夜番組「千枚CD」の企画から生まれたものである。高島彩司会の番組「アヤパン」とのコラボレーションによって実現した。当初は高島彩をアイドル アヤパンとしてコンサートを開いて披露するだけであったが、予想を上回る反響があったため、1000枚限定で発売された。
- プロデューサー、作詞を手掛けたのはアイドルのプロデュースでお馴染みの秋元康。
- ボーナス・トラックに、CD購入者への高島から感謝と感想コメントが収録されている。
- この作品において、高島彩の抜群の歌唱力、音感の良さが披露された。
- 名義の「アヤパン」は高島の新人時代の愛称である。
- フジテレビではアナウンサーが曲を出す前例はあったが、新人の女性アナウンサーがリリースしたのは高島彩が初めである。
- この企画自体は単発であること、加えて、番組「アヤパン」、「千枚CD」の放送が終了したため、次作品以降はリリースされていない。
- なお、高島彩は「アヤパン」名義以外に、「K&T」（軽部真一とのデュオ）、「T.N.T.」（中野美奈子、高樹千佳子とのユニット）の両名義で、2003年に「君の好きなヒト/約束の空」を、「Early Morning」（中野美奈子とのデュオ）名義で、2009年に「おいてけぼりのThirty」、「かみさまでもえらべない。」をリリースしている。

## 解説
着信のドレイ
- 恋人のことで心を束縛されるほど愛しているのに思いが届かず、ただ、相手からの連絡を待ち続けている内に、どこか寂しさと虚しさを感じて、揺れ動く女性の心理を歌っている。
- 曲調は哀愁と切なさが漂うユーロ歌謡になっている。

わがままな人魚
- 「着信のドレイ」と打って変わり、こちらは爽やかなポップスソングとなっている。
- 訪れた夏を再び、恋人と過ごせることが嬉しいあまり、どこかわがままになってしまう様子を歌っている。

## 収録曲
1. 着信のドレイ
作詞：秋元康／作曲・編曲：馬飼野康二
2. わがままな人魚
作詞：秋元康／作曲・編曲：馬飼野康二／ストリングアレンジ：川口真
3. 着信のドレイ（Instrumental）
作曲・編曲：馬飼野康二
4. わがままな人魚（Instrumental）
作曲・編曲：馬飼野康二／ストリングアレンジ：川口真
5. 〜アヤパンからの愛のメッセージ〜（Bounus Track）